# Jean Deschênes
Jean Deschênes est un acteur franco-ontarien - québécois qui incarne Peter dans la télésérie jeunesse Moitié moitié.

## Biographie
Jean Deschênes a terminé des études en théâtre au CEGEP de Saint-Hyacinthe en 1978. Il habite actuellement dans la région d'Alexandria (Ontario). Il a joué dans plus de quarante productions théâtrales dans l'ensemble des théâtres montréalais.

## Théâtre
- Mort d'un commis voyageur : Happy
- Drôle de couple : Stan
- Des souris et des hommes : Slim
- L'Expulsion de Lilly Barton : John

## Télévision
- 1986 : Lance et compte : le curé (Paul Couture)
- 2002 : Le Dernier Chapitre : Mêle
- 2008 : Moitié moitié : Peter
- 2008 : Météo+ : Julien. J. Rochefort